# Okręgowe rozgrywki w piłce nożnej woj. białostockiego (1962/1963)
29. Edycja okręgowych rozgrywek w piłce nożnej województwa białostockiego

Okręgowe rozgrywki w piłce nożnej województwa białostockiego prowadzone są przez Białostocki Okręgowy Związek Piłki Nożnej, rozgrywane są w czterech ligach, najwyższym poziomem jest klasa okręgowa, klasa A (2 grupy), klasa B (4 grupy) oraz klasa C (tylko dla zespołów LZS - brak danych dotyczących ilości grup).

Mistrzostwo Okręgu zwyciężyła drużyna Mazura Ełk. 

Okręgowy Puchar Polski zdobyła drużyna Puszczy Hajnówka.
Drużyny z województwa białostockiego występujące w centralnych i makroregionalnych poziomach rozgrywkowych:
- I Liga - brak
- II Liga - brak

| Rozgrywki | Poziomy rozgrywkowe w sezonie 1962/63 | Poziomy rozgrywkowe w sezonie 1962/63     | Poziomy rozgrywkowe w sezonie 1962/63     | Poziomy rozgrywkowe w sezonie 1962/63     | Poziomy rozgrywkowe w sezonie 1962/63     | Poziomy rozgrywkowe w sezonie 1962/63     | Poziomy rozgrywkowe w sezonie 1962/63     | Poziomy rozgrywkowe w sezonie 1962/63     | Poziomy rozgrywkowe w sezonie 1962/63     | Poziomy rozgrywkowe w sezonie 1962/63     | Poziomy rozgrywkowe w sezonie 1962/63     | Poziomy rozgrywkowe w sezonie 1962/63     | Poziomy rozgrywkowe w sezonie 1962/63     | Poziomy rozgrywkowe w sezonie 1962/63     | Poziomy rozgrywkowe w sezonie 1962/63     | Poziomy rozgrywkowe w sezonie 1962/63     | Poziomy rozgrywkowe w sezonie 1962/63     | Poziomy rozgrywkowe w sezonie 1962/63     | Poziomy rozgrywkowe w sezonie 1962/63     | Poziomy rozgrywkowe w sezonie 1962/63     | Poziomy rozgrywkowe w sezonie 1962/63     | Poziomy rozgrywkowe w sezonie 1962/63     | Poziomy rozgrywkowe w sezonie 1962/63     | Poziomy rozgrywkowe w sezonie 1962/63     | Poziomy rozgrywkowe w sezonie 1962/63     | Poziomy rozgrywkowe w sezonie 1962/63     | Poziomy rozgrywkowe w sezonie 1962/63     | Poziomy rozgrywkowe w sezonie 1962/63     | Poziomy rozgrywkowe w sezonie 1962/63     | Poziomy rozgrywkowe w sezonie 1962/63     | Poziomy rozgrywkowe w sezonie 1962/63     | Poziomy rozgrywkowe w sezonie 1962/63     | Poziomy rozgrywkowe w sezonie 1962/63     | Poziomy rozgrywkowe w sezonie 1962/63     | Poziomy rozgrywkowe w sezonie 1962/63     | Poziomy rozgrywkowe w sezonie 1962/63     | Poziomy rozgrywkowe w sezonie 1962/63     | Poziomy rozgrywkowe w sezonie 1962/63     | Poziomy rozgrywkowe w sezonie 1962/63     | Poziomy rozgrywkowe w sezonie 1962/63     | Poziomy rozgrywkowe w sezonie 1962/63     | Poziomy rozgrywkowe w sezonie 1962/63     | Poziomy rozgrywkowe w sezonie 1962/63     | Poziomy rozgrywkowe w sezonie 1962/63     | Poziomy rozgrywkowe w sezonie 1962/63     | Poziomy rozgrywkowe w sezonie 1962/63     | Poziomy rozgrywkowe w sezonie 1962/63     | Poziomy rozgrywkowe w sezonie 1962/63     | Poziomy rozgrywkowe w sezonie 1962/63     | Poziomy rozgrywkowe w sezonie 1962/63     | Poziomy rozgrywkowe w sezonie 1962/63     | Poziomy rozgrywkowe w sezonie 1962/63     | Poziomy rozgrywkowe w sezonie 1962/63     | Poziomy rozgrywkowe w sezonie 1962/63     | Poziomy rozgrywkowe w sezonie 1962/63     | Poziomy rozgrywkowe w sezonie 1962/63     | Poziomy rozgrywkowe w sezonie 1962/63     | Poziomy rozgrywkowe w sezonie 1962/63     | Poziomy rozgrywkowe w sezonie 1962/63     | Poziomy rozgrywkowe w sezonie 1962/63     | Poziomy rozgrywkowe w sezonie 1962/63     |
| --------- | ------------------------------------- | ----------------------------------------- | ----------------------------------------- | ----------------------------------------- | ----------------------------------------- | ----------------------------------------- | ----------------------------------------- | ----------------------------------------- | ----------------------------------------- | ----------------------------------------- | ----------------------------------------- | ----------------------------------------- | ----------------------------------------- | ----------------------------------------- | ----------------------------------------- | ----------------------------------------- | ----------------------------------------- | ----------------------------------------- | ----------------------------------------- | ----------------------------------------- | ----------------------------------------- | ----------------------------------------- | ----------------------------------------- | ----------------------------------------- | ----------------------------------------- | ----------------------------------------- | ----------------------------------------- | ----------------------------------------- | ----------------------------------------- | ----------------------------------------- | ----------------------------------------- | ----------------------------------------- | ----------------------------------------- | ----------------------------------------- | ----------------------------------------- | ----------------------------------------- | ----------------------------------------- | ----------------------------------------- | ----------------------------------------- | ----------------------------------------- | ----------------------------------------- | ----------------------------------------- | ----------------------------------------- | ----------------------------------------- | ----------------------------------------- | ----------------------------------------- | ----------------------------------------- | ----------------------------------------- | ----------------------------------------- | ----------------------------------------- | ----------------------------------------- | ----------------------------------------- | ----------------------------------------- | ----------------------------------------- | ----------------------------------------- | ----------------------------------------- | ----------------------------------------- | ----------------------------------------- | ----------------------------------------- | ----------------------------------------- | ----------------------------------------- |
| Centralne | I poziom ligowy                       | I Liga                                    | I Liga                                    | I Liga                                    | I Liga                                    | I Liga                                    | I Liga                                    | I Liga                                    | I Liga                                    | I Liga                                    | I Liga                                    | I Liga                                    | I Liga                                    | I Liga                                    | I Liga                                    | I Liga                                    | I Liga                                    | I Liga                                    | I Liga                                    | I Liga                                    | I Liga                                    | I Liga                                    | I Liga                                    | I Liga                                    | I Liga                                    | I Liga                                    | I Liga                                    | I Liga                                    | I Liga                                    | I Liga                                    | I Liga                                    | I Liga                                    | I Liga                                    | I Liga                                    | I Liga                                    | I Liga                                    | I Liga                                    | I Liga                                    | I Liga                                    | I Liga                                    | I Liga                                    | I Liga                                    | I Liga                                    | I Liga                                    | I Liga                                    | I Liga                                    | I Liga                                    | I Liga                                    | I Liga                                    | I Liga                                    | I Liga                                    | I Liga                                    | I Liga                                    | I Liga                                    | I Liga                                    | I Liga                                    | I Liga                                    | I Liga                                    | I Liga                                    | I Liga                                    | I Liga                                    |
| Centralne | II poziom ligowy                      | II Liga                                   | II Liga                                   | II Liga                                   | II Liga                                   | II Liga                                   | II Liga                                   | II Liga                                   | II Liga                                   | II Liga                                   | II Liga                                   | II Liga                                   | II Liga                                   | II Liga                                   | II Liga                                   | II Liga                                   | II Liga                                   | II Liga                                   | II Liga                                   | II Liga                                   | II Liga                                   | II Liga                                   | II Liga                                   | II Liga                                   | II Liga                                   | II Liga                                   | II Liga                                   | II Liga                                   | II Liga                                   | II Liga                                   | II Liga                                   | II Liga                                   | II Liga                                   | II Liga                                   | II Liga                                   | II Liga                                   | II Liga                                   | II Liga                                   | II Liga                                   | II Liga                                   | II Liga                                   | II Liga                                   | II Liga                                   | II Liga                                   | II Liga                                   | II Liga                                   | II Liga                                   | II Liga                                   | II Liga                                   | II Liga                                   | II Liga                                   | II Liga                                   | II Liga                                   | II Liga                                   | II Liga                                   | II Liga                                   | II Liga                                   | II Liga                                   | II Liga                                   | II Liga                                   | II Liga                                   |
| Okręgowe  | III poziom ligowy                     | Klasa Okręgowa                            | Klasa Okręgowa                            | Klasa Okręgowa                            | Klasa Okręgowa                            | Klasa Okręgowa                            | Klasa Okręgowa                            | Klasa Okręgowa                            | Klasa Okręgowa                            | Klasa Okręgowa                            | Klasa Okręgowa                            | Klasa Okręgowa                            | Klasa Okręgowa                            | Klasa Okręgowa                            | Klasa Okręgowa                            | Klasa Okręgowa                            | Klasa Okręgowa                            | Klasa Okręgowa                            | Klasa Okręgowa                            | Klasa Okręgowa                            | Klasa Okręgowa                            | Klasa Okręgowa                            | Klasa Okręgowa                            | Klasa Okręgowa                            | Klasa Okręgowa                            | Klasa Okręgowa                            | Klasa Okręgowa                            | Klasa Okręgowa                            | Klasa Okręgowa                            | Klasa Okręgowa                            | Klasa Okręgowa                            | Klasa Okręgowa                            | Klasa Okręgowa                            | Klasa Okręgowa                            | Klasa Okręgowa                            | Klasa Okręgowa                            | Klasa Okręgowa                            | Klasa Okręgowa                            | Klasa Okręgowa                            | Klasa Okręgowa                            | Klasa Okręgowa                            | Klasa Okręgowa                            | Klasa Okręgowa                            | Klasa Okręgowa                            | Klasa Okręgowa                            | Klasa Okręgowa                            | Klasa Okręgowa                            | Klasa Okręgowa                            | Klasa Okręgowa                            | Klasa Okręgowa                            | Klasa Okręgowa                            | Klasa Okręgowa                            | Klasa Okręgowa                            | Klasa Okręgowa                            | Klasa Okręgowa                            | Klasa Okręgowa                            | Klasa Okręgowa                            | Klasa Okręgowa                            | Klasa Okręgowa                            | Klasa Okręgowa                            | Klasa Okręgowa                            |
| Okręgowe  | IV poziom ligowy                      | Klasa A - gr.I                            | Klasa A - gr.I                            | Klasa A - gr.I                            | Klasa A - gr.I                            | Klasa A - gr.I                            | Klasa A - gr.I                            | Klasa A - gr.I                            | Klasa A - gr.I                            | Klasa A - gr.I                            | Klasa A - gr.I                            | Klasa A - gr.I                            | Klasa A - gr.I                            | Klasa A - gr.I                            | Klasa A - gr.I                            | Klasa A - gr.I                            | Klasa A - gr.I                            | Klasa A - gr.I                            | Klasa A - gr.I                            | Klasa A - gr.I                            | Klasa A - gr.I                            | Klasa A - gr.I                            | Klasa A - gr.I                            | Klasa A - gr.I                            | Klasa A - gr.I                            | Klasa A - gr.I                            | Klasa A - gr.I                            | Klasa A - gr.I                            | Klasa A - gr.I                            | Klasa A - gr.I                            | Klasa A - gr.I                            | Klasa A - gr.II                           | Klasa A - gr.II                           | Klasa A - gr.II                           | Klasa A - gr.II                           | Klasa A - gr.II                           | Klasa A - gr.II                           | Klasa A - gr.II                           | Klasa A - gr.II                           | Klasa A - gr.II                           | Klasa A - gr.II                           | Klasa A - gr.II                           | Klasa A - gr.II                           | Klasa A - gr.II                           | Klasa A - gr.II                           | Klasa A - gr.II                           | Klasa A - gr.II                           | Klasa A - gr.II                           | Klasa A - gr.II                           | Klasa A - gr.II                           | Klasa A - gr.II                           | Klasa A - gr.II                           | Klasa A - gr.II                           | Klasa A - gr.II                           | Klasa A - gr.II                           | Klasa A - gr.II                           | Klasa A - gr.II                           | Klasa A - gr.II                           | Klasa A - gr.II                           | Klasa A - gr.II                           | Klasa A - gr.II                           |
| Okręgowe  | V poziom ligowy                       | Klasa B - gr.I                            | Klasa B - gr.I                            | Klasa B - gr.I                            | Klasa B - gr.I                            | Klasa B - gr.I                            | Klasa B - gr.I                            | Klasa B - gr.I                            | Klasa B - gr.I                            | Klasa B - gr.I                            | Klasa B - gr.I                            | Klasa B - gr.I                            | Klasa B - gr.I                            | Klasa B - gr.I                            | Klasa B - gr.I                            | Klasa B - gr.I                            | Klasa B - gr.II                           | Klasa B - gr.II                           | Klasa B - gr.II                           | Klasa B - gr.II                           | Klasa B - gr.II                           | Klasa B - gr.II                           | Klasa B - gr.II                           | Klasa B - gr.II                           | Klasa B - gr.II                           | Klasa B - gr.II                           | Klasa B - gr.II                           | Klasa B - gr.II                           | Klasa B - gr.II                           | Klasa B - gr.II                           | Klasa B - gr.II                           | Klasa B - gr.III                          | Klasa B - gr.III                          | Klasa B - gr.III                          | Klasa B - gr.III                          | Klasa B - gr.III                          | Klasa B - gr.III                          | Klasa B - gr.III                          | Klasa B - gr.III                          | Klasa B - gr.III                          | Klasa B - gr.III                          | Klasa B - gr.III                          | Klasa B - gr.III                          | Klasa B - gr.III                          | Klasa B - gr.III                          | Klasa B - gr.III                          | Klasa B - gr.IV                           | Klasa B - gr.IV                           | Klasa B - gr.IV                           | Klasa B - gr.IV                           | Klasa B - gr.IV                           | Klasa B - gr.IV                           | Klasa B - gr.IV                           | Klasa B - gr.IV                           | Klasa B - gr.IV                           | Klasa B - gr.IV                           | Klasa B - gr.IV                           | Klasa B - gr.IV                           | Klasa B - gr.IV                           | Klasa B - gr.IV                           | Klasa B - gr.IV                           |
| Okręgowe  | VI poziom ligowy                      | Klasa C - (brak danych co do ilości grup) | Klasa C - (brak danych co do ilości grup) | Klasa C - (brak danych co do ilości grup) | Klasa C - (brak danych co do ilości grup) | Klasa C - (brak danych co do ilości grup) | Klasa C - (brak danych co do ilości grup) | Klasa C - (brak danych co do ilości grup) | Klasa C - (brak danych co do ilości grup) | Klasa C - (brak danych co do ilości grup) | Klasa C - (brak danych co do ilości grup) | Klasa C - (brak danych co do ilości grup) | Klasa C - (brak danych co do ilości grup) | Klasa C - (brak danych co do ilości grup) | Klasa C - (brak danych co do ilości grup) | Klasa C - (brak danych co do ilości grup) | Klasa C - (brak danych co do ilości grup) | Klasa C - (brak danych co do ilości grup) | Klasa C - (brak danych co do ilości grup) | Klasa C - (brak danych co do ilości grup) | Klasa C - (brak danych co do ilości grup) | Klasa C - (brak danych co do ilości grup) | Klasa C - (brak danych co do ilości grup) | Klasa C - (brak danych co do ilości grup) | Klasa C - (brak danych co do ilości grup) | Klasa C - (brak danych co do ilości grup) | Klasa C - (brak danych co do ilości grup) | Klasa C - (brak danych co do ilości grup) | Klasa C - (brak danych co do ilości grup) | Klasa C - (brak danych co do ilości grup) | Klasa C - (brak danych co do ilości grup) | Klasa C - (brak danych co do ilości grup) | Klasa C - (brak danych co do ilości grup) | Klasa C - (brak danych co do ilości grup) | Klasa C - (brak danych co do ilości grup) | Klasa C - (brak danych co do ilości grup) | Klasa C - (brak danych co do ilości grup) | Klasa C - (brak danych co do ilości grup) | Klasa C - (brak danych co do ilości grup) | Klasa C - (brak danych co do ilości grup) | Klasa C - (brak danych co do ilości grup) | Klasa C - (brak danych co do ilości grup) | Klasa C - (brak danych co do ilości grup) | Klasa C - (brak danych co do ilości grup) | Klasa C - (brak danych co do ilości grup) | Klasa C - (brak danych co do ilości grup) | Klasa C - (brak danych co do ilości grup) | Klasa C - (brak danych co do ilości grup) | Klasa C - (brak danych co do ilości grup) | Klasa C - (brak danych co do ilości grup) | Klasa C - (brak danych co do ilości grup) | Klasa C - (brak danych co do ilości grup) | Klasa C - (brak danych co do ilości grup) | Klasa C - (brak danych co do ilości grup) | Klasa C - (brak danych co do ilości grup) | Klasa C - (brak danych co do ilości grup) | Klasa C - (brak danych co do ilości grup) | Klasa C - (brak danych co do ilości grup) | Klasa C - (brak danych co do ilości grup) | Klasa C - (brak danych co do ilości grup) | Klasa C - (brak danych co do ilości grup) |

## Klasa Okręgowa - III poziom rozgrywkowy
| Poz. | Drużyna                     | M  | Z  | R | P  | Bramki | Punkty |
| ---- | --------------------------- | -- | -- | - | -- | ------ | ------ |
| 1    | Mazur Ełk                   | 22 | 18 | 2 | 2  | 82-18  | 38     |
| 2    | Skra Czarna Białostocka (b) | 22 | 11 | 3 | 8  | 59-28  | 25     |
| 3    | Gwardia Białystok           | 22 | 11 | 3 | 8  | 44-35  | 25     |
| 4    | ŁKS Start Łomża             | 22 | 8  | 8 | 6  | 47-44  | 24     |
| 5    | Włókniarz Białystok         | 22 | 10 | 3 | 9  | 48-53  | 23     |
| 6    | Husar Nurzec (b)            | 22 | 10 | 2 | 10 | 59-49  | 22     |
| 7    | Sokół Sokółka (b)           | 22 | 8  | 6 | 8  | 51-60  | 22     |
| 8    | Tur Bielsk Podlaski         | 22 | 9  | 3 | 10 | 40-45  | 21     |
| 9    | Wigry Suwałki               | 22 | 9  | 2 | 11 | 55-56  | 20     |
| 10   | ZKS Zambrów                 | 22 | 9  | 1 | 12 | 33-46  | 19     |
| 11   | Warmia Grajewo              | 22 | 6  | 6 | 10 | 41-60  | 18     |
| 12   | Pogoń Łapy                  | 22 | 3  | 1 | 18 | 21-86  | 7      |

Eliminacje do II Ligi
| Poz. | Drużyna        | M | Z | R | P | Bramki | Punkty |
| ---- | -------------- | - | - | - | - | ------ | ------ |
| 1    | Lublinianka    | 8 |   |   |   | 22-9   | 12     |
| 2    | Warszawianka   | 8 |   |   |   | 27-8   | 11     |
| 3    | Mazur Ełk      | 8 |   |   |   | 8-18   | 7      |
| 4    | Włókniarz Łódź | 8 |   |   |   | 11-14  | 6      |
| 5    | Warmia Olsztyn | 8 |   |   |   | 10-29  | 4      |

## Klasa A - IV poziom rozgrywkowy
Grupa I
| Poz. | Drużyna                  | M  | Z | R | P | Bramki | Punkty |
| ---- | ------------------------ | -- | - | - | - | ------ | ------ |
| 1    | Ognisko Białystok        | 18 |   |   |   | 59-21  | 30     |
| 2    | Puszcza Hajnówka (s)     | 18 |   |   |   | 75-26  | 29     |
| 3    | Gwardia II Białystok     | 18 |   |   |   | 60-32  | 24     |
| 4    | Jagiellonia Białystok    | 18 |   |   |   | 48-32  | 22     |
| 5    | LZS Szepietowo (b)       | 18 |   |   |   | 47-57  | 18     |
| 6    | Żubr Białowieża          | 18 |   |   |   | 36-40  | 16     |
| 7    | LZS Uhowo                | 18 |   |   |   | 40-48  | 15     |
| 8    | Cresovia Siemiatycze (b) | 18 |   |   |   | 31-70  | 12     |
| 9    | Husar II Nurzec (b)      | 18 |   |   |   | 46-74  | 11     |
| 10   | Tur Turośń Kościelna (b) | 18 |   |   |   | 25-67  | 5      |

Grupa II
| Poz. | Drużyna                | M  | Z | R | P | Bramki | Punkty |
| ---- | ---------------------- | -- | - | - | - | ------ | ------ |
| 1    | Orzeł Kolno (b)        | 18 |   |   |   | 53-22  | 26     |
| 2    | Mazur II Ełk           | 18 |   |   |   | 30-22  | 23     |
| 3    | Wissa Szczuczyn (b)    | 18 |   |   |   | 54-26  | 21     |
| 4    | Czarni Olecko (b)      | 18 |   |   |   | 43-28  | 20     |
| 5    | Cresovia Gołdap (b)    | 18 |   |   |   | 46-35  | 18     |
| 6    | Wigry II Suwałki       | 18 |   |   |   | 26-33  | 12     |
| 7    | ŁKS Start II Łomża (b) | 18 |   |   |   | 32-45  | 12     |
| 8    | Promień Mońki (b)      | 18 |   |   |   | 25-43  | 12     |
| 9    | LZS Suchowola (b)      | 18 |   |   |   | 7-62   | 0      |

- Rezerwy ŁKS po sezonie wycofały się z rozgrywek.

## Klasa B - V poziom rozgrywkowy
Grupa I
| Poz. | Drużyna                    | M  | Z | R | P | Bramki | Punkty |
| ---- | -------------------------- | -- | - | - | - | ------ | ------ |
| 1    | Supraślanka Supraśl        | 14 |   |   |   | 67-24  | 26     |
| 2    | Włókniarz II Białystok (b) | 14 |   |   |   | 54-17  | 24     |
| 3    | Jasion Jasionówka          | 14 |   |   |   | 48-39  | 15     |
| 4    | Skra II Czarna Białostocka | 14 |   |   |   | 44-45  | 12     |
| 5    | LZS Waliły                 | 14 |   |   |   | 28-56  | 10     |
| 6    | Sokół II Sokółka (b)       | 14 |   |   |   | 26-41  | 9      |
| 7    | Gryf Choroszcz             | 14 |   |   |   | 25-43  | 8      |
| 8    | Łoś Wasilków (b)           | 14 |   |   |   | 26-53  | 8      |

- Po sezonie rezerwy Sokoła wycofały się z rozgrywek.

Grupa II
| Poz. | Drużyna                    | M  | Z | R | P | Bramki | Punkty |
| ---- | -------------------------- | -- | - | - | - | ------ | ------ |
| 1    | Orzeł Kleszczele           | 10 |   |   |   | 31-22  | 13     |
| 2    | Żubr Drohiczyn             | 10 |   |   |   | 38-19  | 12     |
| 3    | Puszcza II Hajnówka        | 10 |   |   |   | 21-15  | 11     |
| 4    | Tur II Bielsk Podlaski (b) | 10 |   |   |   | 31-20  | 10     |
| 5    | Ognisko II Białystok       | 10 |   |   |   | 23-23  | 10     |
| 6    | LZS Strabla (b)            | 10 |   |   |   | 6-51   | 2      |

- Po sezonie rezerwy Tura oraz LZS Strabla wycofały się z rozgrywek klasy B.

Grupa III
| Poz. | Drużyna              | M | Z | R | P | Bramki | Punkty |
| ---- | -------------------- | - | - | - | - | ------ | ------ |
| 1    | Pomorzan Prostki     | 8 |   |   |   | 49-8   | 14     |
| 2    | LZS Nowa Wieś        | 8 |   |   |   | 21-14  | 11     |
| 3    | LZS Raczki           | 7 |   |   |   | 9-25   | 4      |
| 4    | Promień II Mońki (b) | 7 |   |   |   | 5-32   | 2      |
| 5    | Znicz Szyba          | 5 |   |   |   | 15-5   | 6      |
| 6    | Hańcza Suwałki (b)   | 5 |   |   |   | 4-16   | 3      |

- Znicz oraz Hańcza wycofały się po I rundzie.
- Po sezonie rezerwy Promienia Mońki wycofały się z rozgrywek.

Grupa IV
| Poz. | Drużyna           | M  | Z | R | P | Bramki | Punkty |
| ---- | ----------------- | -- | - | - | - | ------ | ------ |
| 1    | LZS POM Smolniki  | 10 |   |   |   | 73-14  | 20     |
| 2    | Orzeł Kolno (b)   | 10 |   |   |   | 36-25  | 12     |
| 3    | Pogoń II Łapy     | 10 |   |   |   | 31-43  | 10     |
| 4    | Warmia II Grajewo | 10 |   |   |   | 30-35  | 7      |
| 5    | ZKS II Zambrów    | 10 |   |   |   | 26-50  | 7      |
| 6    | LZS Jedwabne (b)  | 10 |   |   |   | 16-45  | 4      |

- Po sezonie rezerwy Orła i Warmii wycofały się z rozgrywek.

## Klasa C (LZS, zwaną także klasą W) - VI poziom rozgrywkowy
- Brak danych co do ilości grup.
- Klasa zamknięta, tylko dla zespołów LZS.

## Puchar Polski - rozgrywki okręgowe
- Puszcza Hajnówka : Mazur Ełk 1:0